# بيلاش توث بي.
بيلاش بي. توث (بالمجرية: Balázs B. Tóth) هو لاعب كرة قدم مجري في مركز الوسط، ولد في 14 يوليو 1986 في سولنوك في المجر. لعب مع نادي فاساس.